# Pesymizm defensywny
Pesymizm defensywny, pesymizacja – skłonność do przesadnego przewidywania wielu przeciwności, które mogą pojawić się na drodze do osiągnięcia zamierzonego wyniku. Taka postawa może ułatwiać lepsze przygotowanie się do zadania.
Pesymizacja to również jedna z zasad projektowania urządzeń. Jest zasadą fundamentalną przy projektowaniu urządzeń jądrowych, w szczególności reaktorów jądrowych. Przyjmuje się na przykład awarię urządzeń mających zabezpieczać przed awarią, opiera się na bardziej pesymistycznych wynikach badań bezpieczeństwa, nawet jeśli istnieją lepiej udokumentowane badania z bardziej optymistycznymi wynikami.